# Аратенский скандал
Аратенский скандал — случай крещения еврейской девочки, из известной хасидской семьи, взволновавший широкие слои еврейского населения Галиции в начале XX века. Данный случай вызвал большие изменения в организации еврейского обучения для девочек.

## Описание
Данный случай произошёл в Кракове, Австро-Венгерской империи. В начале 1900 года 13-летняя Михалина Аратен (род. в 1886 году), старшая дочь Цвии и Израиля Аратена, из известной в Галиции хасидской семьи, пропала из дому. Девочка обнаружилась в католическом монастыре, где позднее приняла крещение. По одной из версий, причиной побега была её любовь к польскому юноше, по версии семьи Аратен, девочка была насильно уведена польской домработницей семьи.
Отец девочки обращался за помощью к местным властям, и даже встречался с императором Францем-Иосифом, чтобы тот своей властью вернул ему дочь. По законам того времени менять веру могли люди достигшие 14-летнего возраста (Михалине не хватало до этого ещё трёх месяцев). Но император не стал портить отношения с церковью.  
Данный случай описывался во всех еврейских газетах того времени. Выражение «Случай Аратена» или «Дело Аратена», стало нарицательным для описания всех случаев связанных с похищением еврейских детей или с их крещением. В случившемся многие газеты обвиняли систему образования еврейских девочек, особенно в хасидских семьях, практически не получавших даже основ светского образования. Религиозное образование также было крайне низкого уровня, в связи с бытовавшим тогда запретом в ряде направлений иудаизма обучать девочек Торе. В настоящее время девочки из религиозных семей в Израиле, США, Европе получают религиозное образование (включая даже основы кабалы - например, в школах ХАБАД девочки в школах ежедневно (в соответствии с днями месяцев еврейского календаря) учат Танию, один из основополагающих текстов хасидизма, включающий открытое разъяснение разных аспектов кабалистического учения в приложении к повседневной жизни). 
В результате Сарра Шенирер создала сеть школ для девочек Бейт-Яаков, где девочки могли получать современное образование, не отрываясь от еврейской традиции. 
В конце своей жизни Михалина встречалась в Израиле с членами своей семьи, и в некоторой степени вернулась в семью. Она умерла в 1969 году. 
Тётя Михалины, Рахель Сарна-Аратен, выпустила книгу «Михалина, дочь Израиля», где описала все подробности дела. В 1986 году книга вышла на английском языке, а в 1989 году была переведена на иврит сестрой писательницы, Авивой Сарна-Аратен.
Аратенское дело легло в основу новеллы Шая Агнона «Тегила» (ивр. תהלה‎).